# Beatriz Cruz
Beatriz Cruz Nazario (* 15. Juni 1980 in Jayuya) ist eine ehemalige puerto-ricanische Leichtathletin, die sich auf den Sprint spezialisiert hat. Ihren größten Erfolg feierte sie 2015 mit dem Gewinn der Silbermedaille in der 4-mal-100-Meter-Staffel bei den NACAC-Meisterschaften in San José.

## Sportliche Laufbahn
Erste Erfahrungen bei internationalen Meisterschaften sammelte Beatriz Cruz im Jahr 1997, als sie bei den CAC-Juniorenmeisterschaften in San Salvador mit der puerto-ricanischen 4-mal-100-Meter-Staffel in 48,52 s den vierten Platz belegte und auch mit der 4-mal-400-Meter-Staffel mit 4:06,73 min auf Rang vier gelangte. Im Jahr darauf gewann sie bei den CAC-Juniorenmeisterschaften in George Town in beiden Staffelbewerben die Bronzemedaille und belegte in 12,57 s den achten Platz im 100-Meter-Lauf und gelangte über 400 Meter mit 60,30 s ebenfalls auf Rang acht. 2000 sicherte sie sich bei den Ibero-Amerikanischen Meisterschaften in Rio de Janeiro in 3:34,95 min die Silbermedaille in der 4-mal-400-Meter-Staffel hinter dem kolumbianischen Team und nahm daraufhin mit der Staffel an den Olympischen Sommerspielen in Sydney teil und schied dort mit neuem Landesrekord von 3:33,30 min in der Vorrunde aus. Im Jahr darauf gewann sie bei den Zentralamerika- und Karibikmeisterschaften (CAC) in Guatemala-Stadt in 53,90 s die Bronzemedaille im 400-Meter-Lauf hinter den Jamaikanerinnen Michelle Burgher und Allison Beckford und mit der Staffel sicherte sie sich in 3:36,40 min die Silbermedaille hinter dem jamaikanischen Team. 2002 belegte sie bei den Ibero-Amerikanischen Meisterschaften ebendort in 53,50 s den vierten Platz über 400 Meter und gewann mit der Staffel in 53,50 s den vierten Platz und gewann mit der Staffel in 3:34,36 min die Bronzemedaille hinter den Teams aus Brasilien und Kolumbien. Anschließend gewann sie bei den Zentralamerika- und Karibikspielen in San Salvador in 3:35,94 min die Silbermedaille mit der Staffel hinter dem mexikanischen Team.
2006 gewann sie bei den Ibero-Amerikanischen Meisterschaften in Ponce in 3:38,51 min die Bronzemedaille in der 4-mal-400-Meter-Staffel hinter den Teams aus Mexiko und Kolumbien. Im Jahr darauf belegte sie bei den NACAC-Meisterschaften in San Salvador in 45,08 s den vierten Platz in der 4-mal-100-Meter-Staffel und anschließend gelangte sie auch bei den Panamerikanischen Spielen in Rio de Janeiro mit 43,81 s auf Rang vier. 2008 kam sie bei den Ibero-Amerikanischen Meisterschaften in Iquique mit der Staffel nicht ins Ziel und anschließend schied sie bei den Zentralamerika- und Karibikmeisterschaften in Cali mit 11,5 s im Vorlauf über 100 Meter aus und belegte mit der Staffel in 44,34 s den vierten Platz. 2010 wurde sie bei den Ibero-Amerikanischen Meisterschaften in San Fernando in beiden Staffelbewerben disqualifiziert und anschließend belegte sie bei den Zentralamerika- und Karibikspielen in Mayagüez in 3:44,00 min den fünften Platz in der 4-mal-400-Meter-Staffel und wurde in der 4-mal-100-Meter-Staffel wegen eines Dopingverstoßes einer ihrer Mitstreiterinnen disqualifiziert. 2011 schied sie bei den CAC-Meisterschaften ebendort mit 11,93 s im Vorlauf über 100 Meter aus, kam mit der 4-mal-100-Meter-Staffel nicht ins Ziel und belegte in 3:39,37 min den fünften Platz mit der 4-mal-400-Meter-Staffel. Im Jahr darauf schied sie bei den Ibero-Amerikanischen Meisterschaften in Barquisimeto mit 11,98 s und 24,09 s jeweils im Vorlauf über 100 und 200 Meter aus. Bei den IAAF World Relays 2014 in Nassau in 43,99 s den vierten Platz im B-Finale der 4-mal-100-Meter-Staffel. Im August schied sie beim Panamerikanischen Sportfestival in Mexiko-Stadt mit 11,94 s in der ersten Runde über 100 Meter aus und anschließend gelangte sie bei den Zentralamerika- und Karibikspielen in Xalapa mit 44,33 s auf Rang vier im Staffelbewerb. Im Jahr darauf erreichte sie bei den IAAF World Relays 2015 in Nassau mit 44,56 s den fünften Platz im B-Finale und anschließend belegte sie mit der Staffel in 44,27 s den sechsten Platz bei den Panamerikanischen Spielen in Toronto. Zudem gewann sie bei den NACAC-Meisterschaften in San José in 43,51 s gemeinsam mit Celiangeli Morales, Genoiska Cancel und Carol Rodríguez die Silbermedaille hinter dem US-amerikanischen Team. 2016 schied sie bei den Ibero-Amerikanischen Meisterschaften in Rio de Janeiro mit 11,70 s in der ersten Runde über 100 Meter aus und siegte in 43,55 s in der 4-mal-100-Meter-Staffel. Im Jahr darauf bestritt sie in Puerto Rico ihren letzten offiziellen Wettkampf und beendete daraufhin ihre aktive sportliche Karriere im Alter von 37 Jahren.
2012 wurde Cruz puerto-ricanische Meisterin im 200-Meter-Lauf.

## Persönliche Bestleistungen
- 100 Meter: 11,44 s (+1,2 m/s), 23. April 2016 in San Germán
- 200 Meter: 23,99 s (+1,9 m/s), 5. Mai 2012 in Mayagüez
- 400 Meter: 53,50 s, 12. Mai 2002 in Guatemala-Stadt